# Połuże
Połuże (biał. Палужжа, Pałużża; ros. Полужье, Połużje) – agromiasteczko na Białorusi, w obwodzie grodzieńskim, w rejonie korelickim, w sielsowiecie Maluszyce, nad Newdą.

## Historia
W XIX i w początkach XX w. dwie wsie Połuże (zwane też Wielkim Połużem) i Małe Połuże (zwane też Podłużem) oraz trzy folwarki Połuże A, B i C położone w Rosji, w guberni mińskiej, w powiecie nowogródzkim, w gminie Korelicze. W II poł. XIX w. Połuże A należało do muzułmańskiej rodziny Zabłockich, Połuże B do muzułmańskiej rodziny Dawidowiczów, natomiast Połuże C do Bohdaszewskich.
W dwudziestoleciu międzywojennym miejscowość leżała w Polsce, w województwie nowogródzkim, w powiecie nowogródzkim, w gminie Korelicze. W spisie powszechnym z 1921 roku wyróżniono wsie Połuże i Podłuże oraz dwa folwarki Połuże I i II. Wieś Połuże liczyła 137 mieszkańców, zamieszkałych w 23 budynkach, w tym 136 Polaków i 1 osobę innej narodowości. Wszyscy mieszkańcy byli wyznania prawosławnego. Folwark Połuże I liczył zaś 6 mieszkańców, zamieszkałych w 1 budynku, wyłącznie Polaków. 4 mieszkańców było wyznania rzymskokatolickiego i 2 prawosławnego. Podłuże i Połuże II były wówczas zniszczone i niezamieszkałe.
Po II wojnie światowej w granicach Związku Sowieckiego. Od 1991 w niepodległej Białorusi.